# Andrew George Blair
Pour les articles homonymes, voir Blair.
Andrew George Blair (1844-1907) est un homme politique néo-brunswickois.

## Biographie
Blair naît à Fredericton le 7 mars 1844. Il est élu député fédéral de la circonscription de Sunbury-Queen's du 25 août 1896 au 7 novembre 1900 et de celle de la Cité de Saint-Jean du 7 novembre 1900 au 27 décembre 1903. Il est ensuite nommé premier ministre du Nouveau-Brunswick. Il meurt le 25 janvier 1907 à Fredericton.